# Crangonyx alpinus
Crangonyx alpinus is een vlokreeftensoort uit de familie van de Crangonyctidae. De wetenschappelijke naam van de soort is voor het eerst geldig gepubliceerd in 1983 door Bousfield.